# UkrBIN
UkrBIN (Ukrainian Biodiversity Information Network), Національна мережа Інформації з біорізноманіття — краудсорсингова інтернет-платформа для збирання, накопичення та обміну даними з біорізноманіття. UkrBIN є громадським проєктом, який підтримується волонтерами та фінансується спільнотою.

## Можливості
Мережа UkrBIN дозволяє:
- електронно документувати власні спостереження;
- керувати своїм списком спостережень;
- визначати сфотографовані власноруч види за допомогою фахівців та фотоспостереження, що завантажені іншими спостерігачами;
- накопичувати дані для створення динамічних мап та графіків і користуватися ними;
- приєднатися до товариства UkrBIN й обмінюватися з ними спостереженнями, враженнями, планами;
- сприяти науковим дослідженням біорізноманіття й збереження природи[1].

Завдяки залученню маси аматорів і волонтерів, вдається накопичувати й аналізувати величезні масиви інформації, яких вимагають сучасні стандарти вивчення екології та біорізноманіття.

## Історія
Перша версія бази даних UkrBIN почала розроблятися 20 липня 2014 року з вебреалізацією на сайті kharkov.naturalist.su. Він існував з 2009 до 2017 року як проєкт фотографів-аматорів та Харківського ентомологічного товариства. Співзасновниками UkrBIN стали харків'яни — ентомолог і мандрівник-натураліст Микола Юнаков і програміст, фотограф, натураліст-аматор Борис Лобода. Перший з них окреслював ідеологію проєкту, архітектуру бази даних та здійснював планування, другий писав код BugGallery v.1.4 та здійснював вебреалізацію проєкту.
Мережа UkrBIN почала працювати онлайн в тестовому режимі 1 лютого 2017 року як сторінка сайту Інституту зоології імені І. І. Шмальгаузена НАН України. Вона розвивалася в межах наукової теми «Ентомофауна України: інвентаризація та ідентифікація, філогенія, морфологія і таксономія найважливіших груп комах у контексті світової фауни». Запуск на широкий загал відбувся 10 червня 2017 року.
Дуже швидко початковий задум переріс суто ентомологічні рамки і охопив увесь світ багатоклітинних живих істот планети.
1 лютого 2017 року сайт офіційно почав працювати онлайн. Протягом перших трьох років діяльності учасники проєкту зібрали понад 390 000 спостережень, на яких зафіксовано понад 16 000 видів живих істот. У січні 2020 проєкт налічує 420 зареєстрованих користувачів.

## Структура і механізм роботи
Стартова сторінка дозволяє обрати для подальшої роботи одну з основних функцій мережі: пошук за зображенням; перегляд статистики й видових списків для країни, області або району; перегляд фенограм, даних частоти трапляння і чисельності видів; перегляд карт поширення видів, родів і родин. З цієї ж сторінки можна перейти до сховища швидких польових визначників, створених командою мережі.
Розділ «Перегляд даних» дозволяє ознайомитися із завантаженими у мережу, фотоспостереженнями, а також переглянути сторінки окремих таксонів з картами поширення, графіками трапляння за сезонами року, літературою, посиланнями на сайти природничих музеїв тощо. На сторінці «Поширення» можна переглянути списки видів по країнах та регіонах.
Персональну сторінку «Мій UkrBIN» мають усі зареєстровані користувачі. З цієї сторінки можна завантажувати у мережу фотоспостереження. Перехід до «Моїх проектів» дозволяє документувати спостереження (наприклад, з польових щоденників), до яких немає фотографій. Сторінка «Блоги» дозволяє вести власний блог. Зареєстровані користувачі можуть додавати, визначати та обговорювати спостереження на сайті. На цій сторінці можна переглядати свої фото, загальний список користувачів тощо. Також зареєстровані користувачі отримують можливість експортувати масиви даних UkrBIN для подальшого аналізу чи використання у власних дослідженнях.
Сайт також має розділи «Новини», «Блоги», «Форум», «Про сайт» і «Допомога». Останній містить ілюстровані покрокові інструкції щодо користування мережею. Правовласниками розміщених у мережі фото є їхні автори. Усі функції сайту працюють трьома мовами — українською, російською та англійською. Архівація файлів відбувається щоденно. Докладну лекцію щодо користування мережею можна прослухати. Серед користувачів UkrBIN є аматори і професіонали з США, Швейцарії, Італії, ФРН, Норвегії, Росії, Білорусі, Румунії, Польщі, Казахстану, Грузії, Малайзії та інших країн, але більшість даних потрапляє у мережу з України. Через групу в соціальній мережі «Фейсбук» надходять дані від понад чотирьох тисяч учасників проекту.

## Команда
Зараз у проекті М. Юнаков є адміністратором і експертом інформації щодо Curculionoidea. Б. Лобода розробляє й удосконалює бази даних і є також софт-адміністратором.
Загалом, група з шести адміністраторів відповідає за ведення бази даних, відповідність її сучасній таксономії та біологічній номенклатурі. Вони ж, разом з 23 іншими зоологами, ботаніками і мікологами є експертами. Експерти визначають рослини, гриби і тварин, фотографії яких завантажені до системи спостерігачами, а також перевіряють зроблені спостерігачами визначення.

## Партнери
Партнерами мережі є Інститут зоології імені І. І. Шмальгаузена НАН України, Інститут екології Карпат НАН України, Харківський національний університет імені В.  Н. Каразіна та дослідницький центр EASIN Європейської комісії.

## Значення для науки й практики
Первинна польова та колекційна інформація, що накопичується в базі даних UkrBIN, може бути використана для наукових досліджень і використана у наукових статтях, звітах, монографіях. Ці дані, наприклад, стали у пригоді при підготовці зведення про довгоносикоподібних жуків України, вивченні стану популяцій рідкісного у Європі виду і ентомофауни Західної України. Запозичені в UkrBIN дані використовує й Вікіпедія (див., наприклад, статті Апіоніди, Водяні скорпіони, Головчак мальвовий, Список комах, занесених до Червоної книги України), причому, не тільки україномовна. Досить сказати, що лише одне фото бабки Caliaeschna microstigma, завантажене до UkrBIN у 2018 році, вже прикрашає 10 сторінок Вікіпедії, складених дев'ятьма мовами (включаючи такі екзотичні, як себуанська та валійська). 
Бази даних мережі постійно поповнюються завдяки масовій участі аматорів. Отже, з'являється можливість оперативно слідкувати за змінами в ареалах видів. Це особливо важливо, коли йдеться про рідкісні або вразливі види, чи ті що становлять потенційну або реальну загрозу господарській діяльності людини. Наприклад, фото, завантажені у базу даних UkrBIN, дозволили зафіксувати швидку появу в Україні нових осередків рудого іспанського слимака Arion lusitanicus, небезпечного інвазійного шкідника сільського господарства. Спільними зусиллями команда UkrBIN розробила «План дій з контролю слимака територіальними громадами на 2018—2019 роки», організувала у ЗМІ та соціальних мережах низку повідомлень з хештегом #Зупини Рудого. Зоологи, базуючись на даних UkrBIN, проаналізували експансію слимака.